# María Rodrigo
Pour les articles homonymes, voir Rodrigo.
María Rodrigo Bellido (20 mars 1888 - 8 décembre 1967) est une compositrice, pianiste et professeure de musique classique espagnole. Elle a été la première femme à composer et produire un opéra en Espagne.

## Biographie
María Rodrigo passe son enfance dans un environnement cultivé, entourée de gens aimant les lettres. Elle a acquis ses premières notions de musique avec son père, le compositeur de Navarre Pantaleón Rodrigo.
À partir de 1897, elle étudie au Conservatoire de Madrid le piano, l'harmonie et la composition. Elle prend des cours de piano avec José Tragó et étudie la composition avec Emilio Serrano y Ruiz. Enfant prodige, en 1902 à l'âge de 14 ans, elle reçoit une bourse de fin d'étude de la Junta de Ampliación de Estudios (es) et poursuit ses études en Allemagne, en France en Belgique (1912-1915). Polyglotte, elle a appris l'allemand et le français. À Munich elle étudie avec Richard Strauss et a pour collègues Wilhelm Furtwängler et Carl Orff.
De retour en Espagne, à cause de la Première Guerre mondiale, elle travaille comme concertiste au Théâtre royal de Madrid. Elle donne des concerts dans toute l'Europe en accompagnant au piano Miguel Fleta.
Elle devient professeur de Conjunto Vocal e Instrumental au Conservatoire de Madrid en 1933.
María a été la première compositrice, reconnue en tant que telle, à vivre de son métier en Espagne,. Elle travaille notamment avec l'illustrateur Gori Muñoz et l'écrivaine Elena Fortún pour réaliser Canciones infantiles en 1934.
Sa sœur, Mercedes Rodrigo, a été la première femme à obtenir le titre de psychologue en Espagne.
En 1931, avec María Lejárraga et Pura Maortua, elle fonde l'Association féminine d'éducation civique (es), organisation féministe populairement appelée La Cívica (La Civique). De grandes personnalités, telles Clara Campoamor, María de Maeztu et Fernando de los Rios, y donnent des cours.
Lors de la Guerre Civile, refusant le franquisme, elle s'exile avec sa sœur au printemps 1939 juste avant la chute de Madrid en emportant ses partitions dans des caisses. Elle passe à Cannes où elle rencontre María Martínez Sierra puis part en Suisse où sa caisse de partitions se perd. Elle arrive en 1939 en Colombie en réponse à l’invitation d'Agustín Nieto Caballero et enseigne pendant les années 1940 à Bogota, tout en continuant à jouer du piano en concert et à composer.
Enfin, en 1950, pour fuir le conflit de la guerre civile en Colombie, elle part avec sa sœur pour Porto Rico, où en plus de continuer à composer, elle enseigne à l'Université de Porto Rico. Elle passe ses dix-sept dernières années avec d'autres exilés espagnols tels que Pablo Casals et Francisco Ayala,.
Elle meurt à Porto Rico le 8 décembre 1967,.

## Œuvres
Sa formation allemande et en particulier l'influence wagnérienne transparaissent dans son œuvre. En tant que compositrice, Maria Rodrigo a écrit plusieurs quintettes pour piano et instruments à vent. Elle a touché à tous les genres, autant musique vocale (opéras, zarzuelas et chansons) aussi bien qu'instrumentale (symphonique, de chambre, pour piano), en particulier la suite Rimas infantil qui était fréquemment jouée en concerts à Madrid.
- Sonate en mi bémol pour piano (1911)
- Ouverture pour orchestre (1912)
- Quatuor à cordes, à quatre temps (1913)
- Quatuor pour instruments à archets (1913)
- Mudarra ppour grand orchestre (poème symphonique, 1914)
- Symphonie à quatre temps (1914)
- Trois lieder pour voix et piano (chansons avec texte en allemand, 1914)
- Salmantina (opéra, 1914)
- Quintette en fa pour piano et instruments à vent (1915)
- Becqueriana (zarzuela, crée au Teatro de la Zarzuela en 1915)[13]
- Diana cazadora o Pena de muerte al amor (es) (zarzuela, créée au Teatro Apolo le 19 novembre 1915)
- Alma española (poème symphonique, 1917)
- Las hazañas de un pícaro (scénète, crée au Teatro Apolo en 1920)
- Linterna mágica (1921)
- El pavo real (comédie poétique, crée au Teatro Eslava en 1922)
- Coplas de España (pour guitare, janvier 1924), quatre coplas dédiées à Andrés Segovia
- Ayes (chansons pour voix et piano, 1925)
- Canción de amor (opéra de chambre, 1925)
- Rimas infantiles, glosas de canciones de corro (1930)
- La Copla intrusa (pour piano, 1930)
- La Cenicienta (ballet pour enfants, 1941)
- Canciones infantiles (1942)
- Fábulas (1942)
- La carta, el guante y la rosa (ballet, 1945)
- La flor de la vida (opéra)
- La romería del Rocío (zarzuela)
- Los Caprichos de Goya (suite symphonique pour chœur et orchestre)